# Marcel Vidoudez
Marcel Vidoudez, né le 7 août 1900 à Bex et mort le 26 février 1968, est un illustrateur et aquarelliste vaudois.

## Biographie
Marcel Vidoudez naît le 7 août 1900 à Bex. Il est le descendant d’une famille protestante qui s’est installée dans le canton de Vaud après la révocation de l’édit de Nantes. Il est le fils d’un secrétaire du syndicat patronal des chocolatiers suisse. Il suit l’école primaire dans sa commune natale, avant de suivre des cours, d’abord à l’École de dessin et d’arts appliqués de Lausanne, puis à l’École des beaux-arts de Paris.
Il rencontre sa femme au début des années 1930 et leur fille naît en 1939. Ils s’installent tous les trois à Saint-Saphorin. Il fait la connaissance, au bistrot, de Jean Villard-Gilles et de Géa Augsbourg et mène une vie de panier percé. Il se sépare de sa femme en 1951 et vit ensuite successivement à Berne et à Lausanne, avant de s’installer en 1964 à Hermance. Il meurt le 26 février 1968 à la table d’un restaurant.

## Carrière
En Suisse romande, Marcel Vidoudez fut un artiste multiple et prolifique. Tour à tour illustrateur de livres pour la jeunesse et pour l’Église, cinéaste d’animation, décorateur, auteur de couvertures de livres, de revues et de partitions, Marcel Vidoudez s’était forgé un style personnel : contours précis, ligne claire, sobriété des décors, subtilité des couleurs aquarellées.
Les images de Marcel Vidoudez ont marqué plusieurs générations de jeunes écoliers qui ont appris à lire, grâce à ses dessins de Mon premier livre.
À retenir aussi son travail d’affichiste, dont plusieurs grandes affiches créées pour des institutions romandes comme la Loterie romande, ainsi que sa collaboration au travers de vignettes très soignées pour les nombreux « albums chocolat » Nestlé-Cailler-Peter-Koller.
Fréquentant le milieu culturel de son époque, Marcel Vidoudez avait notamment collaboré avec le poète et chansonnier Jean Villard-Gilles, dont il avait décoré son cabaret « Le coup de soleil » et créé le logo.
Par ailleurs, Marcel Vidoudez réalisait des images secrètes, aquarelles lestes et friponnes qu’il écoulait sous le manteau. Ces œuvres, dont sa fille a retrouvé environ 400, ne sont ni datées, ni signées.
Le musée historique de Lausanne lui consacre une exposition de février à avril 2013. Le directeur Laurent Golay a été séduit par ce côté double et complexe de Marcel Vidoudez.

### Ouvrages illustrés par Marcel Vidoudez
- Marcel Vidoudet, Rondes et chansons, Lausanne, Éditions Novos, 1944.
- Marcel Vidoudet, Petites histoires de bêtes, Lausanne, Éditions Novos, 1945.
- Marcel Vidoudet, Swift, Gulliver, Trüb, Aarau, 1945
- Marcel Vidoudet, Jimmy Brown, Lausanne, Éditions Novos, 1946, 24 p..
- (de) Marta Wild, Wir singen, Lausanne, Éditions Novos, 1946.
- Gérard Savary, Jésus, Lausanne, Librairie Payot, 1950.
- (de) Maria Bachmann-Isler et Elsa Wimmer-Hoffmann, Jakobli wo bisch du? Kinderspiele für Drei- bis Zwölfjährige. Den Müttern, ihren Kindern und allen Kinderfreunden gewidmet, Zürich, Orell Füssli, 1951.
- Harriet Beecher Stowe, La case de l'oncle Tom, Lausanne, Librairie Payot, 1951.
- Lilian Gask, Histoires de chiens, Lausanne, Librairie Payot, 1947.
- Kurt Pahlen, Merveille de la musique, Lausanne, Librairie Payot, 1953.

- Henri Chappaz, Visite Au Zoo, Lausanne, Éditions Novos.
- Pierre Vidoudez, Notre pain quotidien, Lausanne, Éditions Novos, 1960.

- Bibliographie sur worldcat.org

## Exposition
- Mon premier fruit, Marcel Vidoudez, Musée historique de Lausanne, février à avril 2013[6]

## Sources
- Michel Froidevaux, « Les corps secrets de Marcel Vidoudez », Mémoires vives, no 17 « Le corps dans tous ses états »,‎ 2008.
- Antoine Duplan, « Maman tricote, papa fricote », L’Hebdo,‎ 2 mai 1996 (lire en ligne).
- Patrick Morier-Genoud, « De l’histoire biblique aux orgies vaudoises », L’Hebdo, no 6,‎ 7 février 2013, p. 58-60 (lire en ligne).
- Josiane Cetlin, Nicole Vidoudez, Michel Froidevaux, Laurent Golay et Fabio Bestazzoni, Marcel Vidoudez, illustrateur éclectique, Lausanne, Musée historique de Lausanne - Éditions HumuS, 144 p., 15,4 cm × 23,5 cm
- Pierre Yves Lador, Nicole Vidoudez et Michel Froidevaux, Marcel Vidoudez, dessinateur érotique, Lausanne, Musée historique de Lausanne - Éditions HumuS, 144 p., 15,4 cm × 23,5 cm